# Slager
En slager (ofte skrevet som på tysk: schlager - men ikke korrekt på dansk) er almindeligvis en sødladen, sentimental ballade på en simpel melodi, der er let at huske – en lys og lettilgængelig popsang. Sangteksten er typisk simpel og sentimental.
Tysk 'schlager' havde sin storhedstid i Tyskland i 1960'erne og 1970'erne, med navne som Peter Alexander, Freddy Breck, Heino og Roy Black. I dag repræsenteres genren stadig af tysksprogede sange og sangere som Helene Fischer, Andrea Berg, og Hansi Hinterseer. 
Genren har også betydelig popularitet i Skandinavien, hvor genren i Danmark ofte fortolkes med musik i genren Dansktop og i Sverige Danseband. Flere danske artister har opnået stor succes i det tysksprogede område, eksempelvis Jan & Kjeld og Gitte Hænning. 

## Ekstern henvisning
- Wikimedia Commons har flere filer relateret til Slager
- Tränen Lügen Nicht / Tårer taler sandt - en italiensk schlager Arkiveret 14. september 2013 hos  Wayback Machine, ugens hit på Det Kongelige Biblioteks website, af Henrik Smith-Sivertsen
- Dansk webportal om musik genren  på tyskschlager.dk

| Musik | Spire Denne musikartikel er en spire som bør udbygges. Du er velkommen til at hjælpe Wikipedia ved at udvide den. |